# Setra S 300 NC
Der Setra S 300 NC ist der erste Niederflur-Omnibus des Herstellers Kässbohrer Setra. Er wurde 1989 vorgestellt. Als Ende der 1980er Jahre die Niederflurtechnik bei Stadtbussen an Beliebtheit zunahm, hatte Kässbohrer Setra bereits auf der IAA 1987 seinen Niederflur-Entwurf mit dem „Setra-Concept“ präsentiert. Der Bus sollte einen nur 560 mm hohen durchgehenden Laufgang haben. Das erforderte auch einen geänderten Antriebsstrang mit quer eingebautem Motor mit hydrostatischer Kraftübertragung. Nur die Frontpartie ähnelte noch dem 1984 erschienenen Setra S 215 SL „Setra-Communal“ Stadtomnibus. Besonderheit war, wie auch später im S 300 NC, der Einbau einer dritten Tür hinter der Hinterachse.
Auf der IAA 1989 präsentierte Kässbohrer Setra den ersten Prototyp, den Setra S 300 N. Die 300 weist auf die neue Baugeneration hin. Das „N“ steht für Niederflur.

## Aufbau
Der Aufbau des Fahrzeuges wurde völlig neu konstruiert. Es ist ein Aluminiumgerippe aus Strangpressprofilen nach dem Alusuisse-System M5438, bei dem alle Profile und die Beplankung verschraubt waren. Der Vorteil dieser Konstruktion lag in der größeren Torsionssteifigkeit des Fahrzeugaufbaus. Daher konnten ohne zusätzliche Versteifungen drei Türen eingebaut werden. Der Grundrahmen und das Heck waren aus Stahl. Der komplette Aufbau war dadurch einfach zu montieren, die Festigkeit bei den Eckverbindungen war hoch, Gewicht wurde gespart und eine größere Reparaturfreundlichkeit gegenüber früheren Modellen erreicht.
Durch den im vorderen Bereich vollständig abgesenkten Wagenboden wurden stufenlose Einstiege an Tür 1 und 2 mit einem Niveau von 340 mm erreicht. Zudem hatte das Fahrzeug eine manuell oder auf Wunsch eine elektrisch ausfahrbare Rollstuhlrampe an Tür 1. Da die Breite zwischen den Radkästen vorn 900 mm betrug, konnten Rollstuhlfahrer problemlos in das Fahrzeuginnere gelangen. Die Klapprampe konnte auch an Tür 2 eingebaut werden.
Zudem hatte das Fahrzeug eine Hebe- und Senkeinrichtung „Kneeling“ auf der rechten Fahrzeugseite, sodass die Einstiegshöhe auf nur 260 mm abgesenkt werden konnte. Zugunsten einer großen Stehfläche im Fahrzeug wurde die Sitzplatzkapazität auf 23 bis max. 30 begrenzt. Im Vergleich zu seinem Vorgänger S 215 SL mit 57 Sitzen nahm die Sitzplatzkapazität damit je nach Ausstattung um fast die Hälfte ab.

## Technik
Um die Niederflurbauweise zu verwirklichen, mussten Fahrwerk und Antrieb sowie der Grundrahmen komplett neu konstruiert werden.
Dazu wurde in enger Zusammenarbeit mit dem Zulieferer ZF Friedrichshafen ein Antrieb mit querstehendem Motor entwickelt. ZF lieferte sein neuestes Wandlerautomatikgetriebe ZF 5 HP 500 sowie einen 80°-Winkeltrieb zur Verbindung von Getriebe und Hinterachse. Das Getriebe war direkt an den hinten querstehenden Dieselmotor angeflanscht. Die Kegelräder für den Winkeltrieb waren spiralverzahnt und hatten eine Übersetzung von i = 0,97. Als Antriebsachse erhielt der Bus die ebenfalls zugelieferte ZF-Portalachse AV 131. Bei dieser Achse lag die Achsbrücke tiefer, das ermöglichte einen niedrigen und ebenen Boden auch im Heckbereich. Um im Vorderwagen mit den stufenlosen Einstiegen an Tür 1 und 2 diesen niedrigen Wagenboden verwirklichen zu können, mussten die konventionellen Achskonstruktionen verworfen werden. Stattdessen wurde eine Einzelradaufhängung ähnlich dem MacPherson-Prinzip eingebaut, bei der das Rad an einem Dreiecksquerlenker, einem Schwenklager mit Schiebestück und der Spurstange geführt wird. Auf das Schiebestück wirkten schräg angeordnete Luftfederbälge. Das ersparte eine kostenspielige Dämpferbeinkonstruktion.

## Markteinführung
Ab 1990 ging dieser für damalige Verhältnisse fortschrittliche Omnibus unter der neuen Bezeichnung „Setra S 300 NC“ in Serie; das „NC“ steht für NiederflurCity. Die Erkenntnisse aus diesem Fahrzeug flossen unter anderem in die Typen S 215 NR und S 217 NR mit ein. Trotz der Innovationen, die in dem Fahrzeug verwirklicht worden waren, wurde wegen anhaltender technischer Probleme die Produktion 1994 eingestellt. Unter anderem erwies sich die 80°-Winkelantriebskombination als störanfällig. Außerdem verursachte eine Unterdimensionierung der mechanischen Baugruppen häufige Brüche. Bis auf die EVAG in Essen, die Gemeinde Rouen (32 Exemplare) in Frankreich, das Verkehrsunternehmen Transpole in Lille und der Flughafen von Paris (20 Exemplare), die nennenswerte Stückzahlen kauften, fand der Bus kaum Verbreitung. Kleine Stückzahlen (10 Exemplare) erhielten 1992 die Stadtwerke Neuss, die bis Mitte der 1990er Jahre als einer der wenigen kommunalen Verkehrsbetriebe einen reinen Setra-Fuhrpark unterhielt. Spätere Niederfluromnibusse (Mercedes-Benz O 405 N, Mercedes-Benz Citaro O 530, MAN A11 und MAN Lion’s City) hatten einen längs eingebauten liegenden Motor und nahmen dafür einen Anstieg des Fußbodens im Heckbereich in Kauf. Heute wird wieder ein stehender Motor favorisiert, jedoch in sogenannter Turmbauweise, der in den Fahrgastraum hineinragt (siehe Solaris Urbino, Mercedes-Benz Citaro C2).
Auch das „Low-Entry“-Modell S 215 NR erzielte keine nennenswerten Verkaufszahlen. Dass das Konzept seiner Zeit voraus war, bestätigt inzwischen die weite Verbreitung der Low-Entry-Fahrzeuge von Mercedes-Benz und MAN.
Vorgängermodell: Setra S 215 SL
Nachfolgemodell: Setra S 315 NF

## Technische Daten
| Antriebsstrang                | | |
| Dieselmotor                   | MAN D 2866 OH 11.967 cm³ 6 Zylinder in Reihe stehend im Heck quer eingebaut wassergekühlt, turboaufgeladen max. Leistung: 177kW (241 PS) bei 2200/min max. Drehmoment: 870 Nm bei 1200–1500/min | MAN D2865 OH |
| Getriebe                      | Voith D 851.2* (3-Gang) Übersetzung: 1. Gang: –, 2. Gang: 1,43, 3. Gang: 1,00 ZF 4 HP 500* (4-Gang) Übersetzung: 1. Gang: 3,43, 2. Gang: 2,01, 3. Gang: 1,42, 4. Gang: 1,00 ZF 5 HP 500 (5-Gang) Übersetzung: 1. Gang: 3,43, 2. Gang: 2,01, 3. Gang: 1,42, 4. Gang: 1,00, 5. Gang: 0,83 mit 80°-Winkeltrieb und integriertem Retarder | Voith D 851.2* (3-Gang) Übersetzung: 1. Gang: –, 2. Gang: 1,43, 3. Gang: 1,00 ZF 4 HP 500* (4-Gang) Übersetzung: 1. Gang: 3,43, 2. Gang: 2,01, 3. Gang: 1,42, 4. Gang: 1,00 ZF 5 HP 500 (5-Gang) Übersetzung: 1. Gang: 3,43, 2. Gang: 2,01, 3. Gang: 1,42, 4. Gang: 1,00, 5. Gang: 0,83 mit 80°-Winkeltrieb und integriertem Retarder |
| Hinterachse                   | ZF Portalachse AV 131/80° mit Mittenversatz und 80°-Eintrieb 4 Luftfederbälge | ZF Portalachse AV 131/80° mit Mittenversatz und 80°-Eintrieb 4 Luftfederbälge |
| Vorderachse                   | Einzelradaufhängung ähnlich MacPherson-Prinzip 4 Luftfederbälge | Einzelradaufhängung ähnlich MacPherson-Prinzip 4 Luftfederbälge |
| Maße                          | | |
| Länge                         | 12.000 mm | 12.000 mm |
| Breite                        | 2.500 mm | 2.500 mm |
| Höhe                          | 2.930 mm | 2.930 mm |
| Überhang vorn                 | 2.740 mm | 2.740 mm |
| Überhang hinten               | 3.340 mm | 3.340 mm |
| Wendekreis                    | 21,7 m | 21,7 m |
| Radstand                      | 5.920 mm | 5.920 mm |
| Türbreite                     | 1.250 mm | 1.250 mm |
| Türantrieb                    | elektrisch | elektrisch |
| Durchgang Radkästen vorn      | 900 mm | 900 mm |
| Einstieg Tür 1                | 340 mm | 340 mm |
| Einstieg Tür 2                | 340 mm | 340 mm |
| Einstieg Tür 3                | 560 mm (mit Stufe 220 mm) | 560 mm (mit Stufe 220 mm) |
| Türabstand                    | 4 m | 4 m |
| Steigung zwischen Tür 2 und 3 | 4,5° | 4,5° |
| Gewichte                      | | |
| Zulässige Achslast vorn       | 6.000 kg | 6.000 kg |
| Zulässige Achslast hinten     | 12.000 kg | 12.000 kg |
| Anhängelast ungebremst        | 2.100 kg | 2.100 kg |
| Anhängelast gebremst          | 7.000 kg | 7.000 kg |
| Fahrgastkapazität             | | |
| Sitzplätze                    | 23 + Fahrer | 23 + Fahrer |
| Stehplätze                    | 81 | 81 |
| Bremsanlage                   | | |
| vorne                         | Scheibenbremsen | Scheibenbremsen |
| hinten                        | Trommelbremsen | Trommelbremsen |
| Schlupfregelung               | Anti-Blockier-System ABS | Anti-Blockier-System ABS |
| Reifen                        | 11/70 R 22.5 | 11/70 R 22.5 |
| Besonderheiten                | | |
| Aufbau                        | Stahl-Grundrahmen, Aluminiumgerippe selbsttragend, Aluminiumbeplankung, alles verschraubt nach Alusuise-System M5438, Bugpartie aus GfK, | Stahl-Grundrahmen, Aluminiumgerippe selbsttragend, Aluminiumbeplankung, alles verschraubt nach Alusuise-System M5438, Bugpartie aus GfK, |

0* Angaben nach Werbeprospekt von 1989